# دب أسود آسيوي
الدب الأسود الآسيوي أو دُبّ التبَّت أو دُبّ حَمَلَايا أو دُبّ مُطَوَّق المعروف أيضا باسم دب القمر لأنه يحمل لطخة بيضاء اللون على صدره، وهو نوع متكيف مع الأشجار لذا يتواجد بكثرة في الغابات الآسيوية (غالباً في جنوب شرق آسيا) وأجزاء من الشرق الأقصى الروسي. صُنف من قبل الاتحاد الدولي في القائمة الحمراء باعتباره من الأنواع المعرّضة لخطر الانقراض، ويرجع ذلك أساساً إلى إزالة الغابات والصيد النشط وكذلك استعماله في السيرك أو لكسب المال. يتشابه هذا النوع مع بعض أنواع دببة ما قبل التاريخ، ويعتقد بعض العلماء أنه سلف الأنواع الموجودة حالياً. وعلى الرغم من أن الدببة السوداء الآسيوية حيوانات عاشبة إلى حد كبير، إلا أنها يمكن أن تكون عنيفة جداً اتجاه البشر، وكثيراً ما تهاجم الناس دون استفزاز. وقد وصفت هذه الأنواع من قبل روديارد كبلنغ بأنها «غريبة عن معظم الأنواع الدببة المتعلقة بهذا النوع..».

## أسماء محلية
لغة: اسم
- أبور: سيتم (Situm).
- بالوش: مام (Mam).
- بنغالي: بلاك وبالوك (Balak or Bhalluk).
- بوتيا: توم (thom).
- بورموز: ويكون (wekwon).
- دافلا: سيتم (situm).
- جارو: مابول (mapol).
- هندي: كالا بهالو (Kala Bhalu).
- ياباني:tsukinowaguma.
- كشمري: سيا هاربرت (Seeah harpat).
- كوري:(bandalgaseumgom).
- فارسي: خرس (khres).
- روسي: دب الهيمالايا Гимала́йский медве́дь.

## مناطق تواجدها
- تقع معظمها في جبال الهيمالايا، وشمال شرق الصين والحدود روسيا الجنوبية وفي الهند وإيران ومعظم دول جنوب شرق آسيا.

## السلوك
- يعتبر شعره سلس جدا لونه أسود وكثيف مع لطخة بيضاء على الصدر بجانب الرقبة، لديه أذنين دائرتين فوق الرأس. يعيش في الغابات والمناطق الجبلية ويقضي معظم وقته ليلا. وينام في الكهوف أو الأشجار لأن هذا الدب هو متسلق جيد جدا. في الصيف، يعيش على علو 3000 متر ك جبال الهيمالايا في حين ان فصل الشتاء يعود أدراجه إلى 1500 م ونقول أنه حيوان شتائي يحب البرودة.

يعرف دب الهيمالايا بمهاجمته البشر حيت يمكن تصنيفه من اشرس أنواع الدبية على الإطلاق.

## الغذاء
- النظام الغذائي لهذا الدب هو النبات وهو صاحب المقام الأول، والفواكه والمكسرات والجوز... لكنه يتغذى أيضا على أعشاش النحل والحشرات واللافقاريات الفقاريات الصغيرة والجيف.

## التكاثر
- في سن 3-4 سنوات، يمكن للإناث أن تلد أشبال في تشرين الأول وشباط، والاقتران من أبريل إلى يونيو.
- يمكن أن يعيش الدب الأسود إلى 20 سنة.
- الدب الأسود هو حيوان مقدس لبعض السكان المحليين في اليابان، وغيرها.أما في الهند فإنه يستعمل في حرفة تدعى رقص الدببة فيوضع خيوط على أنوفها واذانها وإمساكها بعصى فتبدأ في الرقص أمام الطرق لكسب المال.وهي معرضة للخطر بسبب التجارة والقضاء على مسكنها لذا تم تصنيفها في القائمة الحمراء.

## النويعات
| اسم النويعة                       | التوزيع                                      | الوصف |  |
| --------------------------------- | -------------------------------------------- | --- |  |
| دب الفرموزي الأسود سوينهو، 1864   | تايوان                                       | له رقبة سميكة تصل إلى 10 سم |  |
| دب بلوشستان الأسود بلنفورد، 1877  | جنوب بلوشستان                                | هو قصير وصغير الشعر، وغالبا لونه محمر إلى أسود |  |
| الدب الياباني الأسود شليجال، 1857 | هونشي، كيوشي، هوكايدو، شكوكي                 | وهو نويع صغير يتراوح وزنها بين 60-120 كغ في الذكور البالغين و40-100 كغ في الإناث البالغات. طول الجسم متوسط الطول 110-140. إلا أنها تفتقر إلى الفراء رقبة سميكة من السلالات الأخرى، ولون الخطم قاتم. |  |
| دب الهيمالايا الأسود بكوك، 1932   | كشمير، الهيمالايا وسيكيم                     | هو أطول وأكثر سمكاً وأصغر حجماً وأشد بياضاً في بقعة الصدر |  |
| دب الهند الصينية الأسود هود، 1901 | الهيمالايا والهند الصينية                    | |  |
| الدب التبتي الأسود كويفر، 1823    | أسام، النيبال، ميانمار، مورجي، تايلاند وأنام | رقيق الفراء وقصير |  |
| دب أوسوري الأسود هود، 1901        | جنوب سيبيريا، الشمال الشرقي للصين،           | أكبر النويعات |  |

## الوصف
الدببة السوداء الآسيوية متشابهة في المظهر العام لالدببة البنية، ولكن يتم بناؤها أكثر باستخفاف وذات أطراف أكثر رشاقة. جماجم الدببة السوداء الآسيوية الصغيرة نسبيا، ولكن واسعة، ولا سيما في الفك السفلي. الذكور الكبار جماجمهم قياس 311,7-328 ملم في الطول و199،5-228 ملم عرض، في حين أن الإناث جماجمهم قياس 291,6-315 ملم طول 163-173 ملم عرض. بالمقارنة مع غيرها من الدببة من جنس الدببة.

## الوضع القانوني
تم سرد الدب الآسيوي الأسود في محمية الحيوان في الصين الوطنية قانون حماية الحياة البرية، التي تنص على أن أي شخص يصتاد الدببة دون الحصول على تصاريح سيخضع لعقاب شديد.
وعلى الرغم من حماية الدب الأسود في الهند، نظرا إلى كونه مدرج ضمن الفئات الضعيفة في القائمة الحمراء في الملحق الأول من الاتفاقية في الهند والمدرجة في الجدول الأول من القانون الهندي لحماية الحياة البرية وتعديلها عام 1991، فقد كان من الصعب محاكمة المسؤولين واتهام الصيادين غير المشروعين للدببة السوداء بسبب عدم وجود الشهود وعدم وجود مختبرات الطب الشرعي للكشف عن الحياة البرية أصالة مصادرة أجزاء من الحيوانات أو المنتجات. وعلاوة على ذلك، ويرجع ذلك إلى حدود واسعة تمتد في الهند مع دول أخرى مثل باكستان والتبت والصين ونيبال وبنغلاديش وبوتان وميانمار، من الصعب أن شرطة الحدود هذه، التي غالبا ما تكون في المناطق الجبلية.
وقد أدرجت خمس مساكن للدب الأسود، والتي في كيوشو، شيكوكو، تشوجوكو والمناطق المعرضة للخطر حسب وكالة البيئة في كتاب المعلومات الأحمر الياباني في عام 1991. أبعد من الاعتراف هؤلاء السكان عن المهددين بالانقراض، ولا يزال هناك عدم وجود طرق فعالة لحفظ الدببة السوداء اليابانية.
الدببة السوداء تصنف من الأنواع النادرة في كتاب المعلومات الأحمر من روسيا، وبالتالي الوقوع تحت حماية خاصة والصيد محظور. هناك حاليا حركة قوية لتقنين صيد الدببة السوداء الروسية الذي تدعمه معظم الأوساط العلمية المحلية.